# 리옹 광역시

리옹 광역시의 위치

리옹 광역시(프랑스어: Métropole de Lyon)는 프랑스 오베르뉴론알프에 위치한 광역시이다. 중심 도시는 리옹이며 면적은 533.68km2, 인구는 1,324,637명(2012년 기준), 인구 밀도는 2,482명/km2이다. 2015년 1월 1일에 론주에서 분리되어 신설되었으며 리옹 도시 공동체를 대신한다. 영토 집합체 지위를 받고 있으며 59개 코뮌을 관할한다.

## 같이 보기
- 리옹 광역시의 코뮌 목록